# Stanislaus von Kostanecki
Stanislaus von Kostanecki, auch Stanislaw von Kostanecki, (* 16. April 1860 in Myszaków; † 15. November 1910 in Würzburg) war ein polnischer Chemiker.
Kostanecki war der Sohn eines Gutsbesitzers und studierte ab 1881 an der Universität Berlin Chemie, wobei er auch im Labor von Carl Liebermann an der Gewerbeakademie war und 1884 dessen Assistent wurde.  Ab 1886 war er Leiter der Abteilung Organische Chemie an der Chemieschule in Mülhausen. 1890 wurde er als Externer an der Universität Basel promoviert und war dann Professor für organische Chemie an der Universität Bern, zeitweise (1896/97) auch für anorganische Chemie. Er war der Doktorvater von Gertrud Woker, der ersten Chemieprofessorin im deutschen Sprachraum.
Er befasste sich mit Strukturaufklärung und Synthese von Pflanzenfarbstoffen, besonders gelben Pflanzenfarbstoffen (Morin, Quercetin, Fisin, Chrysin, Gentin) der Gruppe der Flavone. Die Chromonsynthese nach Kostanecki ist nach ihm benannt (1901).
Er war der Bruder von Kazimierz Kostanecki (1863–1940), der zu den Opfern der Sonderaktion Krakau zählt, sowie von Antoni Kostanecki, Wirtschaftswissenschaftler, Rektor der Universität Warschau.